# Comuna Sokil, Camenița
Sokil (în ucraineană Сокіл) este o comună în raionul Camenița, regiunea Hmelnîțkîi, Ucraina, formată din satele Kavetciîna, Mejîhir, Slobidka-Malînovețka și Sokil (reședința).

## Demografie
Componența lingvistică a comunei Sokil
     Ucraineană (98,6%)
     Alte limbi (1,3%)
Conform recensământului din 2001, majoritatea populației comunei Sokil era vorbitoare de ucraineană (98,6%), existând în minoritate și vorbitori de alte limbi.